# Carl Thulin (ingenjör)
Carl Iwan Thulin, född 9 juli 1887 i Halmstad, död 29 februari 1972 i Stockholm, var en svensk väg- och vattenbyggnadsingenjör. 
Thulin avlade reservofficersexamen 1908 och utexaminerades från Kungliga Tekniska högskolan 1909. Han var ingenjör vid Stockholms vattenledningsverk 1909–1910, vid mellersta väg- och vattenbyggnadsdistriktet 1910–1911, vid Vattenfallsstyrelsen 1911–1913, vid AB Vattenbyggnadsbyrån 1913–1915, vid Stockholms gasverk 1915–1917, arbetschef för Forshuvudforsen 1917–1922, utförde därvid kraftverk vid Lindesnäs och kontrollerade brobyggnader över Dalälven vid Domnarvet, chefsassistent vid Domnarvets Järnverk 1922–1926, ordförande i vägstyrelsen för Stora Tuna och Silvbergs väghållningsdistrikt 1924–1926, byggnadschef för The Perak River Hydroelectric Power Co.:s kraftverksanläggningar på Malackahalvön 1926–1930, slussbyggnadschef i Stockholm 1931–1935 och verkställande direktör i Svenska Entreprenad AB 1935–1952. Han var även major i Väg- och vattenbyggnadskåren 1936–1952 och innehade senare konsultuppdrag, bland annat som teknisk expert i Öresundsbrodelegationen 1954–1959.
Carl Thulin var son till hamnkapten Otto Thulin och Hildegard Wallerström. Han är begravd på Norra begravningsplatsen utanför Stockholm.